# Tadorna cana

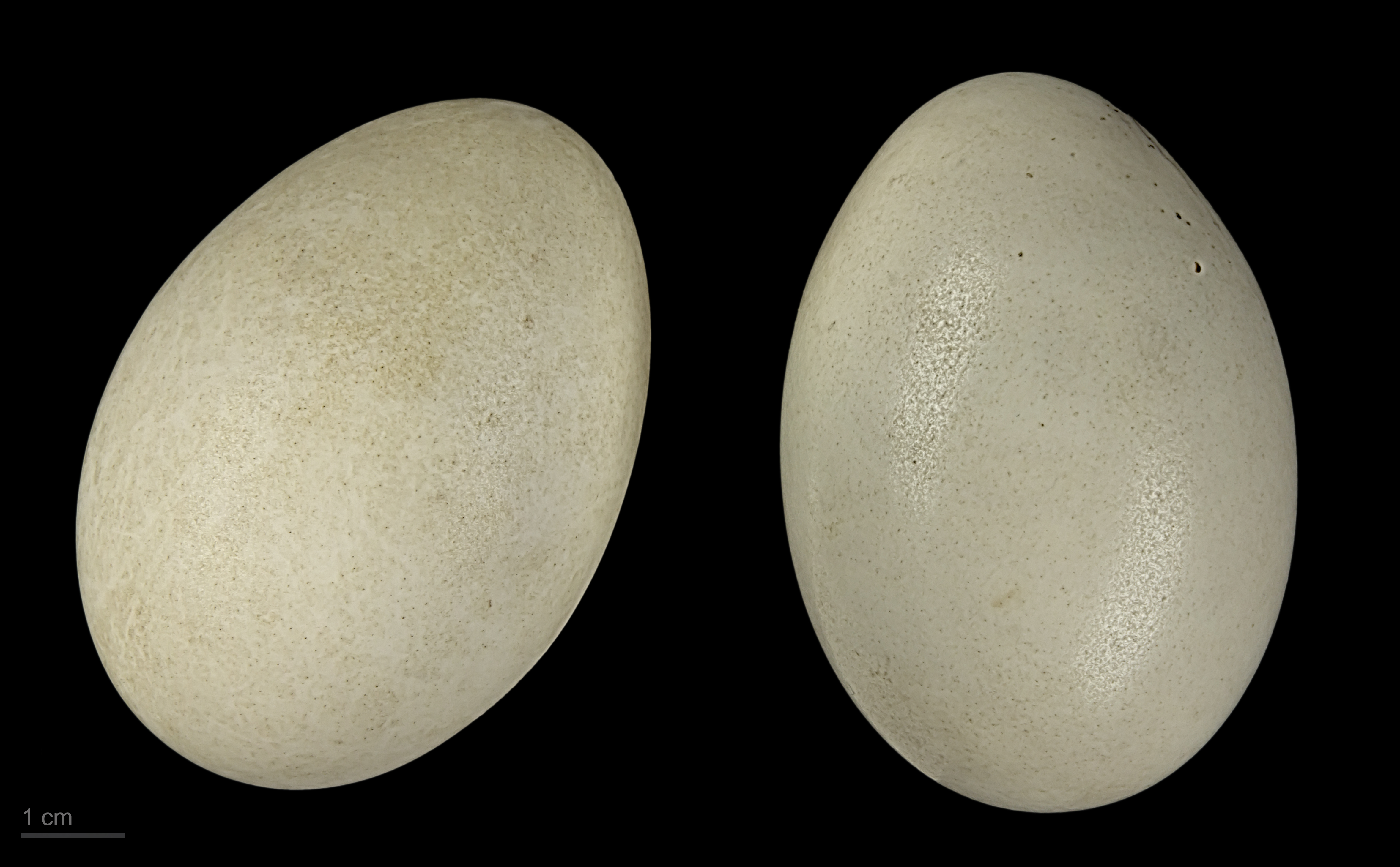
Tadorna cana

La casarca del Sudafrica (Tadorna cana J. F. Gmelin, 1789) è un uccello della famiglia degli Anatidi originario dell'Africa.

## Descrizione
Il maschio si presenta con un piumaggio base color bruno-rossiccio, con un'evidente barra verde-blu sull'ala che, quando è aperta, appare bianca sia sopra che sotto e con la punta nera. La testa è completamente coperta da una calotta grigio-bianca che viene divisa nettamente dalla parte bruna da un sottile collarino nero. Il becco e le zampe sono grigio-neri; l'occhio è scuro. La femmina si presenta in tutto simile al maschio, ma è priva della calotta grigio-bianca, sostituita da un'ampia colorazione bianca della faccia e della zona perioculare e da una colorazione grigio-scura del vertice del capo e di parte del collo; inoltre manca il collarino nero. I giovani sono simili alla femmina, ma hanno il capo color camoscio con un leggero segno bianco attorno all'occhio. La taglia è di 61–66 cm.

## Distribuzione e habitat
È localizzata e stanziale in una vasta area dell'Africa meridionale. La popolazione censita tra la provincia del Capo e la Namibia è superiore ai 40.000 individui. Compie periodici spostamenti da una zona all'altra, ma non si allontana mai dalla parte meridionale dell'Africa. Vive sia nelle zone aperte e aride sia nei pressi delle fonti d'acqua. Compie anche lunghi tragitti alla ricerca di cibo e di pozze ricche.

## Biologia
Socievole e gregaria, convive facilmente anche con altre specie. Solo nel periodo riproduttivo le coppie manifestano un istinto territoriale, diventando aggressive nei confronti di chi si avvicina al nido.

### Alimentazione
Si nutre prevalentemente di insetti acquatici, piccoli molluschi e loro larve, lumachine e tutto ciò che riesce a trovare nelle pozze o tra il fango nei periodi di siccità. Anche sementi e germogli sono parte integrante della sua dieta.

### Riproduzione
La coppia è molto legata e la femmina, trovato un anfratto riparato dove costruire un rudimentale nido, depone 6-8 uova che cova per 30 giorni. Il maschio non partecipa alla cova ma, una volta nati i piccoli, si dedica alla loro difesa.